# Tomàs l'Eslau
Tomàs l'Eslau fou un militar romà d'Orient al qual l'emperador Lleó V l'Armeni va confiar el comandament militar i naval a l'Àsia.
Quan el seu rival Miquel el Tartamut va pujar al tron, es va revoltar i va concertar una aliança amb el califat. El 821 fou coronat a Antioquia de l'Orontes pel patriarca Job d'Antioquia i va reunir un fort exèrcit de vuitanta mil homes en el qual l'historiador Genesi diu que hi havia sarraïns, abasgues, getes, alans, caldeus, armenis, vàndals, paulicians, i altres sectaris.
A la part oriental de l'imperi va dir que era l'antic emperador Constantí VI que havia escapat de ser cegat, i a la part occidental es presentà com a defensor de la iconofília. En general es va presentar com a campió dels pobres i va abaixar les taxes. Aviat tots els temes anatòlics es van posar del seu costat menys dos (sí que li va donar suport el tema naval).
En un esforç per consolidar el control sobre les províncies, i en especial els dos temes d'Àsia que encara li eren fidels, Miquel va proclamar una baixada del 25% en les taxes durant el període 821–822.
El fill adoptiu de Tomàs fou mort a la vora de l'Hel·lespont i Tomàs va adoptar llavors un antic monjo que es deia Anastasi. Després va travessar l'Hel·lespont i va assetjar Constantinoble. Miquel va fer front al perill com va poder; com que no es podia enfrontar a forces superiors en camp obert es va parapetar al darrere de les muralles de la ciutat. Quan Tomàs va provar un atac general el 822 fou rebutjat amb fortes pèrdues i Tomàs es va retirar a Tràcia. Passat l'hivern Tomàs va tornar a iniciar el setge el 823 per terra i mar i la flota imperial el va derrotar, cosa que va començar a desmoralitzar els partidaris de Tomàs.
Gregori Pterotes, un antic general amb gran influència en temps de Lleó V, desterrat per Miquel a Samos, va sortir del seu exili i es va unir a la revolta. Però l'exèrcit de Tomàs cada vegada donava més mostres de descomposició. Gregori el va abandonar i es va decidir passar al camp de Miquel emportant-se amb ell diversos comandaments rebels. En la seva fugida foren detectats per Tomàs i executats.
Tomàs va intentar un nou assalt al Corn d'Or amb 350 vaixells, però Miquel el va poder rebutjar altre cop i destruir bona part de la flota atacant. Tampoc per terra va tenir èxit Tomàs, defensada pel fill de Miquel, Teòfil, i els generals Olbiè i Catacil entre d'altres. Però Tomàs romania a la vora de la ciutat. En aquest moment Miquel va rebre l'oferta del rei dels búlgars, Mortagon (Omurtag), per una aliança contra els rebels, que Miquel va refusar.
Però el rei búlgar va venir tanmateix en el seu ajut i els búlgars van derrotar Tomàs, que va aixecar el setge i es va retirar a Tràcia. Miquel va iniciar l'ofensiva i va assetjar Tomàs a Arcadiòpolis (Lüleburgaz) i Tomàs es va haver de rendir (octubre del 833). Després de ser torturat Tomàs va demanar a l'emperador que el matessin per pietat, però aquest li va exigir de revelar el nom dels seus còmplices a la cort. Joan Hexàbul va fer reflexionar a l'emperador tot dient-li si creuria abans un rebel que els seus amics i finalment Miquel II el va fer tancar a una presó on va morir als set dies. Els principals col·laboradors de Tomàs foren severament castigats.